# Představitelé Čching-chaje
Představitelé Čching-chaje stojí v čele správy provincie. V čele správy Čching-chaje stojí guvernér (šeng-čang, 省长) řídící lidovou vládu Čching-chaje (Čching-chaj-šeng žen-min čeng-fu, 青海省人民政府). Nejvyšší politické postavení v provincii má však tajemník čchingchajského provinčního výboru Komunistické strany Číny, vládnoucí politické strany provincie i celého státu. K dalším předním představitelům Čching-chaje patří předseda provinčního lidového shromáždění (zastupitelského sboru) a předseda provinčního výboru Čínského lidového politického poradního shromáždění (ČLPPS).
V politickém systému Čínské lidové republiky, analogicky k centrální úrovni, má příslušný regionální výbor komunistické strany v čele s tajemníkem ve svých rukách celkové vedení, lidová vláda v čele guvernérem (u provincie) nebo starostou (u města) řídí administrativu regionu, lidové shromáždění plní funkce zastupitelského sboru a lidové politické poradní shromáždění má poradní a konzultativní funkci.

## Tajemníci čchingchajského provinčního výboru Komunistické strany Číny (od 1949)
Čchingchajské komunisty po roce 1949 vedl provinční výbor strany v čele s tajemníkem, od července 1956 prvním tajemníkem. Po zřízení provinčního revolučního výboru v srpnu 1967 jeho předseda stanul i v čele komunistů provincie. Od března 1971 opět fungoval provinční výbor strany v čele s prvním tajemníkem. Od roku 1983 v čele provinčního výboru KS Číny stojí tajemník s několika zástupci tajemníka.
Ve sloupci „Další funkce“ jsou uvedeny nejvýznamnější úřady zastávané současně s výkonem funkce tajemníka čchingchajského výboru strany, případně pozdější působení v politbyru a stálém výboru politbyra.
| Jméno (životní data)                   | Od            | Do            | Další funkce a poznámky |
| -------------------------------------- | ------------- | ------------- | --- |
| Čang Čung-liang (张仲良) (1907–1983)   | září 1949     | květen 1954   | předseda lidové vlády Čching-chaje (1952–1954), později první tajemník kansuského provinčního výboru KS Číny (1954–1961) |
| Kao Feng (高峰) (1914–1976)            | květen 1954   | srpen 1961    | předseda čchingchajského provinčního výboru ČLPPS (1955–1963) |
| Wang Čao (王昭) (1917–1970)            | srpen 1961    | listopad 1962 | později guvernér Čching-chaje (1962–1967) |
| Jang Č’-lin (杨植霖) (1911–1992)       | listopad 1962 | květen 1966   | předseda vnitromongolského oblastního výboru ČLPPS (1955–1965), předseda čchingchajského provinčního výboru ČLPPS (1963–1977), předseda kansuského provinčního výboru ČLPPS (1979–1983) |
| Liou Sien-čchüan (刘贤权) (1915–1992)  | březen 1971   | únor 1977     | předseda čchingchajského revolučního výboru (1967–1977), velitel železničních vojsk ČLOA (1969–1974) |
| Tchan Čchi-lung (譚啟龍) (1913–2003)   | únor 1977     | prosinec 1979 | předtím tajemník čeťiangského provinčního výboru KS Číny (1952–1954 a 1973–1977), první tajemník šantungského provinčního výboru KS Číny (1961–1967), předseda čchingchajského revolučního výboru (1977–1979), předseda čchingchajského provinčního výboru ČLPPS (1977–1979), předseda čchingchajského provinčního lidového shromáždění (1979) |
| Liang Pu-tching (梁步庭) (1921–2021)   | prosinec 1979 | prosinec 1982 | později guvernér Šan-tungu (1982–1985), tajemník šantungského provinčního výboru KS Číny (1985–1988) |
| Čao Chaj-feng (赵海峰) (1919–2006)     | prosinec 1982 | červenec 1985 | |
| Jin Kche-šeng (尹克升) (1932–2011)     | červenec 1985 | březen 1997   | |
| Tchien Čcheng-pching (田成平) (* 1954) | březen 1997   | červen 1999   | předtím guvernér Čching-chaje (1992–1997), předseda čchingchajského provinčního lidového shromáždění (1998–1999), později tajemník šansijského provinčního výboru KS Číny (1999–2005), ministr práce a sociálního zabezpečení (2005–2008) |
| Paj En-pchej (白恩培) (* 1946)         | červen 1999   | říjen 2001    | předtím guvernér Čching-chaje (1997–1999), předseda čchingchajského provinčního lidového shromáždění (2000–2002), později tajemník jünnanského provinčního výboru KS Číny (2001–2011) |
| Su Žung (苏荣) (* 1948)                | říjen 2001    | srpen 2003    | předseda čchingchajského provinčního lidového shromáždění (2002–2004), později tajemník kansuského provinčního výboru KS Číny (2003–2006), později tajemník ťiangsijského provinčního výboru KS Číny (2007–2013), místopředseda celostátního výboru ČLPPS (2013–2014)                                                                          |
| Čao Le-ťi (赵乐际) (* 1957)            | srpen 2003    | březen 2007   | předtím guvernér Čching-chaje (1999–2003), předseda čchingchajského provinčního lidového shromáždění (2004–2007), později tajemník šensijského provinčního výboru KS Číny (2007–2012), člen politbyra ÚV KS Číny (od 2012) a jeho stálého výboru (od 2017)                                                                                     |
| Čchiang Wej (强卫) (* 1953)            | březen 2007   | březen 2013   | předseda čchingchajského provinčního lidového shromáždění (2007–2013), později tajemník ťiangsijského provinčního výboru KS Číny (2013–2016) |
| Luo Chuej-ning (骆惠宁) (* 1954)       | březen 2013   | červen 2016   | předtím guvernér Čching-chaje (2010–2013), předseda čchingchajského provinčního lidového shromáždění (2013–2017), později tajemník šansijského provinčního výboru KS Číny (2016–2019) |
| Wang Kuo-šeng (王国生) (* 1956)        | červen 2016   | březen 2018   | předtím guvernér Chu-peje (2010–2016), předseda čchingchajského provinčního lidového shromáždění (2017–2018), později tajemník chenanského provinčního výboru KS Číny (2018–2021) |
| Wang Ťien-ťün (王建军) (* 1958)        | březen 2018   | březen 2022   | předtím guvernér Čching-chaje (2016–2018), předseda čchingchajského provinčního lidového shromáždění (2018–2022) |
| Sin Čchang-sing (信长星) (* 1963)      | březen 2022   | leden 2023    | předtím guvernér Čching-chaje (2020–2022), předseda čchingchajského provinčního lidového shromáždění (2022–2023), později tajemník ťiangsuského provinčního výboru KS Číny (2023– ) |
| Čchen Kang (陈刚) (* 1965)             | leden 2023    | prosinec 2024 | předseda čchingchajského provinčního lidového shromáždění (2023–2025), později tajemník kuangsijského provinčního výboru KS Číny (2024– ) |
| Wu Siao-ťün (吴晓军) (1966)            | prosinec 2024 | v úřadu       | předtím guvernér Čching-chaje (2022–2025), předseda čchingchajského provinčního lidového shromáždění (2025– ) |

## Guvernéři Čching-chaje (od 1949)
Od srpna 1979 v čele civilní administrativy provincie Čching-chaj stojí guvernér řídící lidovou vládu provincie. Předtím od ledna 1950 do ledna 1955 provincii spravovala lidová vláda v čele s předsedou, poté lidový výbor v čele s guvernérem. Od srpna 1967 do srpna 1979 správu provincie vedl revoluční výbor Čching-chaje v čele s předsedou.
| Jméno (životní data)                  | Od            | Do            | Další funkce a poznámky |
| ------------------------------------- | ------------- | ------------- | --- |
| Čao Šou-šan (赵寿山) (1894–1965)      | leden 1950    | listopad 1952 | později předseda lidové vlády/guvernér Šen-si (1952–1959) |
| Čang Čung-liang (张仲良) (1907–1983)  | listopad 1952 | červen 1954   | tajemník čchingchajského provinčního výboru KS Číny (1949–1954), později tajemník kansuského provinčního výboru KS Číny (1954–1961) |
| Sun Cuo-pin (孙作宾) (1909–2002)      | červen 1954   | březen 1958   | |
| Sun Ťün-i (孙君一) (1911–1967)        | březen 1958   | červen 1958   | |
| Jüan Žen-jüan (袁任远) (1898–1986)    | červen 1958   | červen 1962   | |
| Wang Čao (王昭) (1917–1970)           | červen 1962   | březen 1967   | předtím první tajemník čchingchajského provinčního výboru KS Číny (1961–1962) |
| Liou Sien-čchüan (刘贤权) (1915–1992) | srpen 1967    | únor 1977     | první tajemník čchingchajského provinčního výboru KS Číny (1971–1977), velitel železničních vojsk ČLOA (1969–1974) |
| Tchan Čchi-lung (譚啟龍) (1913–2003)  | únor 1977     | duben 1979    | předtím tajemník čeťiangského provinčního výboru KS Číny (1952–1954 a 1973–1977), první tajemník šantungského provinčního výboru KS Číny (1961–1967), první tajemník čchingchajského provinčního výboru KS Číny (1977–1979), předseda čchingchajského provinčního výboru ČLPPS (1977–1979), předseda čchingchajského provinčního lidového shromáždění (1979) |
| Čang Kuo-šeng (张国声) (1912–1997)    | duben 1979    | prosinec 1982 | |
| Chuang Ťing-po (黄静波) (1919–2014)   | prosinec 1982 | srpen 1985    | |
| Sung Žuej-siang (宋瑞祥) (1939)       | srpen 1985    | listopad 1989 | později ministr geologie a nerostných surovin (1994–1998) |
| Ťin Ťi-pcheng (金基鹏) (1934–2009)    | listopad 1989 | prosinec 1992 | |
| Tchien Čcheng-pching (田成平) (1945)  | prosinec 1992 | duben 1997    | později tajemník čchingchajského provinčního výboru KS Číny (1997–1999), předseda čchingchajského provinčního lidového shromáždění (1998–1999), tajemník šansijského provinčního výboru KS Číny (1999–2005), ministr práce a sociálního zabezpečení (2005–2008)                                                                                              |
| Paj En-pchej (白恩培) (1946)          | duben 1997    | srpen 1999    | později tajemník čchingchajského provinčního výboru KS Číny (1999–2001), předseda čchingchajského provinčního lidového shromáždění (2000–2001), tajemník jünnanského provinčního výboru KS Číny (2001–2011) |
| Čao Le-ťi (赵乐际) (1957)             | srpen 1999    | říjen 2003    | později tajemník čchingchajského provinčního výboru KS Číny (2003–2007) , předseda čchingchajského provinčního lidového shromáždění (2004–2007), tajemník šensijského provinčního výboru KS Číny (2007–2012), člen politbyra ÚV KS Číny (od 2012) a jeho stálého výboru (od 2017)                                                                            |
| Jang Čchuan-tchang (杨传堂) (1954)    | říjen 2003    | prosinec 2004 | později tajemník tibetského oblastního výboru KS Číny (2004–2006), ministr dopravy (2012–2016), místopředseda celostátního výboru ČLPPS (2018–2023) |
| Sung Siou-jen (宋秀岩) (1955)         | prosinec 2004 | leden 2010    | žena |
| Luo Chuej-ning (骆惠宁) (1954)        | leden 2010    | duben 2013    | později tajemník čchingchajského provinčního výboru KS Číny (2013–2016), předseda čchingchajského provinčního lidového shromáždění (2013–2017), tajemník šansijského provinčního výboru KS Číny (2016–2019) |
| Chao Pcheng (郝鹏) (1960)             | duben 2013    | prosinec 2016 | později předseda Komise pro dohled a správu státního majetku (2016–2023), tajemník liaoningského provinčního výboru KS Číny (2022– ) |
| Wang Ťien-ťün (王建军) (1958)         | prosinec 2016 | srpen 2018    | později tajemník čchingchajského provinčního výboru KS Číny (2018–2022), předseda čchingchajského provinčního lidového shromáždění (2017–2018) |
| Liou Ning (刘宁) (1962)               | srpen 2018    | srpen 2020    | později guvernér Liao-ningu (2020–2021), tajemník kuangsijského oblastního výboru KS Číny (2021– ) |
| Sin Čchang-sing (信长星) (1963)       | srpen 2020    | březen 2022   | později tajemník čchingchajského provinčního výboru KS Číny (2022–2023), předseda čchingchajského provinčního lidového shromáždění (2022–2023), později tajemník ťiangsuského provinčního výboru KS Číny (2023– ) |
| Wu Siao-ťün (吴晓军) (1966)           | březen 2022   | leden 2025    | později tajemník čchingchajského provinčního výboru KS Číny (2024– ), předseda čchingchajského provinčního lidového shromáždění (2025– ) |
| Luo Tung-čchuan (罗东川) (1965)       | leden 2025    | v úřadu       | |

## Předsedové čchingchajského provinčního lidového shromáždění (od 1979)
Počínaje rokem 1998 je předsedou čchingchajského provinčního lidového shromáždění (to jest provinčního zastupitelského sboru) pravidelně volen tajemník provinčního výboru KS Číny.
| Jméno (životní data)                         | Od            | Do            | Další funkce a poznámky |
| -------------------------------------------- | ------------- | ------------- | --- |
| Tchan Čchi-lung (譚啟龍) (1913–2003)         | srpen 1979    | prosinec 1979 | předtím tajemník čeťiangského provinčního výboru KS Číny (1952–1954 a 1973–1977), první tajemník šantungského provinčního výboru KS Číny (1961–1967), první tajemník čchingchajského provinčního výboru KS Číny (1977–1979), předseda čchingchajského revolučního výboru (1977–1979), předseda čchingchajského provinčního výboru ČLPPS (1977–1979) |
| Ťi Čchun-kuang (冀春光) (1918–2013)          | říjen 1980    | červenec 1981 | |
| Taši Wangčhug (བཀྲ་ཤིས་དབང་ཕྱུག་) (1913–2003)    | listopad 1981 | duben 1983    | Tibeťan, předtím předseda čchingchajského provinčního výboru ČLPPS (1979–1981) |
| Sung Lin (宋林) (1917–2005)                  | duben 1983    | únor 1988     | |
| Paldžor Sönam (དཔལ་འབྱོར་བསོད་ནམས་) (1929–2008) | únor 1988     | leden 1998    | Tibeťan |
| Tchien Čcheng-pching (田成平) (* 1945)       | leden 1998    | červenec 1999 | předtím guvernér Čching-chaje (1992–1997), tajemník čchingchajského provinčního výboru KS Číny (1997–1999), později tajemník šansijského provinčního výboru KS Číny (1999–2005), ministr práce a sociálního zabezpečení (2005–2008) |
| Paj En-pchej (白恩培) (* 1946)               | leden 2000    | listopad 2001 | předtím guvernér Čching-chaje (1997–1999), tajemník čchingchajského provinčního výboru KS Číny (1999–2001), později tajemník jünnanského provinčního výboru KS Číny (2001–2011) |
| Su Žung (蘇榮) (* 1948)                      | leden 2002    | září 2003     | tajemník čchingchajského provinčního výboru KS Číny (2001–2003), později tajemník kansuského provinčního výboru KS Číny (2003–2006), později tajemník ťiangsijského provinčního výboru KS Číny (2007–2013), místopředseda celostátního výboru ČLPPS (2013–2014)                                                                                     |
| Čao Le-ťi (赵乐际) (* 1957)                  | leden 2004    | duben 2007    | předtím guvernér Čching-chaje (1999–2003), tajemník čchingchajského provinčního výboru KS Číny (2003–2007), později tajemník šensijského provinčního výboru KS Číny (2007–2012), člen politbyra ÚV KS Číny (od 2012) a jeho stálého výboru (od 2017)                                                                                                |
| Čchiang Wej (强卫) (* 1953)                  | červen 2007   | březen 2013   | tajemník čchingchajského provinčního výboru KS Číny (2007–2013), později tajemník ťiangsijského provinčního výboru KS Číny (2013–2016) |
| Luo Chuej-ning (骆惠宁) (* 1954)             | duben 2013    | leden 2017    | předtím guvernér Čching-chaje (2010–2013), tajemník čchingchajského provinčního výboru KS Číny (2013–2016), později tajemník šansijského provinčního výboru KS Číny (2016–2019) |
| Wang Kuo-šeng (王国生) (* 1956)              | leden 2017    | září 2018     | předtím guvernér Chu-peje (2010–2016), tajemník čchingchajského provinčního výboru KS Číny (2016–2018), později tajemník chenanského provinčního výboru KS Číny (2018–2021) |
| Wang Ťien-ťün (王建军) (* 1958)              | září 2018     | květen 2022   | předtím guvernér Čching-chaje (2016–2018), tajemník čchingchajského provinčního výboru KS Číny (2018–2022) |
| Sin Čchang-sing (信长星) (* 1963)            | květen 2022   | leden 2023    | předtím guvernér Čching-chaje (2020–2022), tajemník čchingchajského provinčního výboru KS Číny (2022–2023), později tajemník ťiangsuského provinčního výboru KS Číny (2023– ) |
| Čchen Kang (陈刚) (* 1965)                   | leden 2023    | leden 2025    | tajemník čchingchajského provinčního výboru KS Číny (2023–2024), později tajemník kuangsijského provinčního výboru KS Číny (2024– ) |
| Wu Siao-ťün (吴晓军) (1966)                  | leden 2025    | v úřadu       | předtím guvernér Čching-chaje (2022–2025), tajemník čchingchajského provinčního výboru KS Číny (2024– ) |

## Předsedové čchingchajského provinčního výboru Čínského lidového politického poradního shromáždění (ČLPPS, od 1950)
| Jméno (životní data)                      | Od            | Do            | Další funkce a poznámky |
| Jméno (životní data)                      | Od            | Do            | Další funkce a poznámky |
| ----------------------------------------- | ------------- | ------------- | --- |
| Kao Feng (高峰) (1914–1976)               | červen 1955   | prosinec 1963 | tajemník čchingchajského provinčního výboru KS Číny (1954–1961) |
| Jang Č’-lin (杨植霖) (1911–1992)          | prosinec 1963 | prosinec 1977 | předseda vnitromongolského oblastního výboru ČLPPS (1955–1965), první tajemník čchingchajského provinčního výboru KS Číny (1962–1966), předseda kansuského provinčního výboru ČLPPS (1979–1983) |
| Tchan Čchi-lung (譚啟龍) (1913–2003)      | prosinec 1977 | září 1979     | předtím tajemník čeťiangského provinčního výboru KS Číny (1952–1954 a 1973–1977), první tajemník šantungského provinčního výboru KS Číny (1961–1967), první tajemník čchingchajského provinčního výboru KS Číny (1977–1979), předseda čchingchajského revolučního výboru (1977–1979), předseda čchingchajského provinčního lidového shromáždění (1979) |
| Taši Wangčhug (བཀྲ་ཤིས་དབང་ཕྱུག་) (1913–2003) | září 1979     | listopad 1981 | Tibeťan, později předseda čchingchajského provinčního lidového shromáždění (1981–1983) |
| Čao Chaj-feng (趙海峰) (1920–2006)        | listopad 1981 | duben 1983    | |
| Šen Ling (沈岭) (* 1919)                  | duben 1983    | leden 1988    | |
| Liou Feng (刘枫) (* 1937)                 | leden 1988    | leden 1993    | později předseda čeťiangského provinčního výboru ČLPPS (1993–2003) |
| Chan Jing-süan (韩应选) (1931–2010)       | leden 1993    | leden 2001    | |
| Sanggjä Gja (སངས་རྒྱས་རྒྱ་) (* 1942)          | leden 2001    | leden 2007    | Tibeťan |
| Päma (པད་མ་) (* 1946)                     | únor 2007     | leden 2012    | Tibeťan |
| Rinčhen Gja (རིན་ཆེན་རྒྱ་) (1954–2021)        | leden 2012    | leden 2018    | Tibeťan |
| Dordže Rabtän (རྡོ་རྗེ་རབ་བརྟན་) (* 1956)      | leden 2018    | leden 2022    | Tibeťan |
| Gönpo Taši (མགོན་པོ་བཀྲ་ཤིས་) (* 1962)        | leden 2022    | v úřadu       | Tibeťan |